# Бюлер, Фёдор Андреевич
Барон Фёдор Андреевич Бюлер (3 [15] апреля 1821, Мануйлово, Санкт-Петербургская губерния — 23 мая 1896, Москва) — русский правовед и дипломат, действительный тайный советник, глава Московского главного архива. Известен многочисленными публикациями статей и оригинальных документов о русской литературе и истории, народах России и др.

## Биография
Барон Фёдор Андреевич Бюлер детство провел в Санкт-Петербурге. Главное руководство в деле воспитания и первоначального учения принадлежало родной матери Александре Евстафьевне (урождённой Пальменбах), получившей образование в Смольном институте (которым руководила её мать — внучка Бирона). В апреле 1832 года Бюлер поступил пансионером во 2-ю Санкт-Петербургскую гимназию. Там, по словам Ф. А. Бюлера, «стала развиваться моя страсть к русской литературе». При посещении гимназии 9 марта 1835 года императором Николаем I он произнёс при нём оду о «Порфирородном Отроке» и попал в число пятерых гимназистов, обучение которых переводилось на казённый счёт. В это время принц П. Г. Ольденбургский основал Императорское училище правоведения и предложил отцу Ф. А. Бюлера, А. Я. Бюлеру, принять его сына в новое заведение на тех же условиях. Здесь он написал сочинение под заглавием «Воспоминание о Лондоне», которое Н. А. Полевой напечатал в своём журнале «Сын отечества» (1839).
По окончании училища в 1841 году началась его деятельность в Сенате, но, по его признанию, «эта служба повытчиком была механическая и не доставляла настоящей практики». В начале осени 1843 года в Астраханскую губернию была назначена сенатская ревизия по проверке деятельности губернатора И. С. Тимирязева во главе с князем П. П. Гагариным, к которому был прикомандирован Бюлер. По возвращении в Петербург Ф. А. Бюлер был назначен секретарём в Сенат и исполнял эту должность до 1847 года.
В это время Бюлер не прерывал и своих литературных занятий. Он написал и, по знакомству с А. А. Краевским, напечатал в «Отечественных Записках»: «„Ничего“, хроника петербургского жителя» с посвящением князю В. Ф. Одоевскому (1843; т. XXVIII, кн. 6, с. 313—376) и четыре этнографические статьи под названием: «Кочующие и оседло живущие в Астраханской губернии инородцы» (1846; т. XLVII, кн. 7, с. 1—28; кн. 8, с. 59—125; т. XLVIII, кн. 10, с. 57—94; T. XLIX, кн. II, с. 1—44), о которых Императорское Географическое Общество, в комиссии по присуждению Жуковской премии, дало самый лестный отзыв. (1849, кн. III, с. 50). Кроме того, тогда же были написаны «Очерки Восточной Сибири: ламаизм и шаманство»; они появились в «Отечественных Записках» в 1859 году (т. CXXV, кн. 7, с. 201—258).
После шестилетней службы при Сенате, барон Ф. А. Бюлер оставил юридическую карьеру по состоянию здоровья и около трёх лет прожил за границей. На обратном же пути в Россию барон был представлен в Киссингене графу К. В. Нессельроде и назначен секретарём генерального консульства в Молдавии и Валахии (1851). Ему не раз пришлось управлять генеральным консульством во время болезни начальника. В конце 1853 года барон Ф. А. Бюлер был отправлен в Яссы, чтобы сформировать канцелярию временного председателя Молдавского дивана графа К. И. Остен-Сакена. Эта деятельность продолжалась четыре года: по интригам Австрии, Россия должна была оставить Придунайские княжества, и барон Ф. А. Бюлер покинул Яссы.
В Санкт-Петербурге с 1856 года он занимал место управляющего особой экспедицией при Министерстве Иностранных Дел. На него было возложено составление политических обозрений для Александра II и затем, с 9 марта 1857 года, участие, на правах члена, в главном управлении цензуры, где он наблюдал за политическими обозрениями, помещавшимися в больших периодических изданиях. Во время этой службы, продолжавшейся в течение семнадцати лет, барон Ф. А. Бюлер написал ряд исторических работ (особенно большой труд, посвященный эпохе Императрицы Екатерины Великой), которые обратили внимание на него, как на серьёзного исследователя и знатока русской истории, и когда скончался директор Московского главного архива Министерства Иностранных Дел князь М. А. Оболенский, на его место Высочайшим повелением от 18 января 1873 года был назначен барон Бюлер.
Кроме перевода Архива из прежнего тесного здания в новое помещение на Воздвиженке, Бюлер обратил особенное внимание на библиотеку и историческую галерею портретов. С самого начала своего директорства он уже стал непрерывно делать книжные подарки для Архива; затем, в 1882 году, с Высочайшего соизволения, пожертвовал в пользу вверенного учреждения две тысячи рукописей, книг, брошюр и эстампов собственной библиотеки; в 1889 году принёс в дар Архиву свою коллекцию автографов выдающихся лиц (644 номера) и четырнадцать томов своего фамильного архива, за что получил Высочайшую благодарность. Все эти приношения впоследствии были размещены в особой комнате Московского главного архива, названной Библиотечный отдел барона Федора Андреевича Бюлера.
В 1880 году по инициативе барона Ф. А. Бюлера начал выходить «Сборник Московского Главного Архива Министерства Иностранных Дел» (М., 1880—1893 гг., пять выпусков). На страницах этого «Сборника», кроме исследований других лиц, были помещены и статьи самого директора: «Сведения об устройстве Архивной части в России» и «Один из каталогов времен А. Ф. Малиновского» (вып. I); «Неизданные письма Вольтера», с предисловием и примечаниями и «Участие Архива в Казанском Археологическом Съезде» (вып. II); «Московский Главный Архив и его прежние посетители» (вып. III—IV); «Статут и знак ордена Подвязки в Московской Оружейной Палате» (вып. V).
К занятиям по управлению Архивом с конца 1870-х годов присоединилась опекунская деятельность. Назначенный почётным опекуном Московского опекунского присутствия, барон Ф. А. Бюлер с 1879 по 1886 год был членом совета по учебной части в Елизаветинском училище, а с 1886 года до октября 1895 года управляющим сиротскими заведениями в Москве: Николаевским Институтом, Николаевским женским и Александрийским малолетним училищами. Деятельность Ф. А. Бюлера завершилась назначением его в 1896 председательствующим в Московском присутствии опекунского совета.

## Семья
Жена — Мария Петровна Черкасская (дочь князя Петра Дмитриевича Черкасского (1799—1852)). Сын — барон Пётр Фёдорович (2.10.1856 г.р.); крещён 14 октября в Придворной Конюшенной церкви; восприемники: товарищ министра внутренних дел, тайный советник, сенатор Алексей Ираклиевич Лёвшин и вдова симбирского гражданского губернатора, действительного статского советника и камергера кн. Мария Степановна Черкасская. Паж Двора Е. И. В..